# Women's Elite Rugby
La Women's Elite Rugby est une compétition semi-professionnelle féminine de rugby à XV organisée aux États-Unis. Elle regroupe six équipes au sein d'une ligue fermée (pas de promotion-relégation). La WER est censée remplacer la Women's Premier League, un championnat amateur organisée sous l'égide de la fédération américaine.

## Histoire

### Mise en place du projet
Partant du constat que le modèle amateur en place depuis 2009 et porté par la fédération américaine n'était plus en phase avec les standards du rugby féminin de haut niveau, la Premier League entame en 2022 la campagne « Ignite the change » visant à professionnaliser le rugby féminin aux États-Unis. À la mi-2023, un conseil de direction est mis en place avec l'objectif de créer une ligue privée professionnelle, et profiter de l'essor des sports féminins ainsi que de la médiatisation à venir de la Coupe du monde 2033. Autre objectif annoncé : garder au pays les meilleures joueuses (lors du WXV 2024, quinze des Eagles jouaient en Angleterre).
Le projet est officiellement dévoilé en 2024 et s'appelle Women's Elite Rugby. La saison inaugurale doit être jouée en 2025. La ligue espère dégager des profits à partir de sa troisième saison. Une première levée de fonds a permis de réunir 500 000 dollars. Mais la recherche d'investisseurs se poursuit.

### Première équipe dirigeante
La présidente de la WER est Jessica Hammond-Graf, ancienne internationale à sept. Le reste du bureau est composé de Katherine Aversano (vice-présidente), Phil Camm (conseiller exécutif) ainsi que Stacy Carone, Koma Gandy, Jenny Houlihan et Hallie Martin. Tous sont rémunérés à plein-temps, tout comme l'ensemble des entraineurs du championnat à venir.

## Équipes participantes
La WER vise six à huit équipes participantes, avec chacune trente joueuses sous contrat. Dans un premier temps, six aires géographiques sont annoncées : la baie de San Francisco, Boston, Chicago, Denver, New York et Minneapolis. Les six villes sont déjà le siège de clubs de Premier League (respectivement les Berkeley All Blues et Life West Gladiatrix, Beantown RFC, Chicago North Shore, Colorado Gray Wolves, New York RC, Twin Cities Amazons). Chaque équipe est dirigée par un groupe d'investisseurs qui ont des parts dans la ligue. Inversement, la ligue a des parts dans chaque équipe. Ainsi les intérêts des équipes et de la ligue sont communs, et cette dernière garde le un degré de contrôle sur le recrutement des joueuses et de leur encadrement. En octobre 2024, les noms des six entraineurs sont dévoilés :
- Boston : l'internationale Kittery Ruiz, entraineuse du Beantown RFC et assistante au sein de l'encadrement des Eagles de moins de 20 ans,
- Chicago : Bryan Colbridge,
- Denver : l'internationale Sarah Chobot, entraineuse-adjointe des Eagles, qui a également dirigé les Raptors en Super Rugby Américas,
- New York : Diego Maquieira, entraineur du New York RC, et ancien joueur de MLR,
- Minneapolis : l'internationale Sylvia Braaten, membre de l'encadrement des Eagles,
- San Francisco : l'internationale Hannah Stolba, entraineuse des Berkeley All Blues (championnes 2022).

En décembre, les six équipes annoncent sur les réseaux sociaux leur foundational five, leurs cinq premières joueuses engagées. Au mois de février la ligue dévoile les identités visuelles des six franchises : Bay Breakers, Boston Banshees, Chicago Tempest, Denver Onyx, New York Exiles et Twin Cities Gemini.

### Équipes actuelles
| Équipe             | Ville                                          | Stade                                              |
| ------------------ | ---------------------------------------------- | -------------------------------------------------- |
| Bay Breakers       | Lodi (Californie)                              | Grape Bowl Stadium                                 |
| Boston Banshees    | Quincy (Massachusset) Pawtucket (Rhode Island) | Veterans Memorial Stadium Centreville Bank Stadium |
| Chicago Tempest    | Evanston (Illinois)                            | Martin Stadium                                     |
| Denver Onyx        | Glendale (Colorado)                            | Infinity Park                                      |
| New York Exiles    | Mount Vernon (New York)                        | Memorial Field                                     |
| Twin Cities Gemini | Eagan (Minnesota)                              | TCO Stadium                                        |

| \| Tempest Gemini Banshees Breakers Onyx Exiles \| Localisation des clubs de la Women's Elite Rugby |
| Tempest Gemini Banshees Breakers Onyx Exiles                                                        |

## Palmarès
| Édition | Champion    | Score   | Finaliste       | Lieu               |
| ------- | ----------- | ------- | --------------- | ------------------ |
| 2025    | Denver Onyx | 53 - 13 | New York Exiles | TCO Stadium, Eagan |